# Rickard Falkvinge
Rickard Falkvinge (nascido Dick Greger Augustsson, em Gotemburgo,  21 de janeiro de 1972) é um empresário de tecnologia da informação e político sueco. É fundador e líder do Partido Pirata da Suécia. Atualmente reside na comuna de Sollentuna, no condado de Estocolmo.